# Karl von Schiller

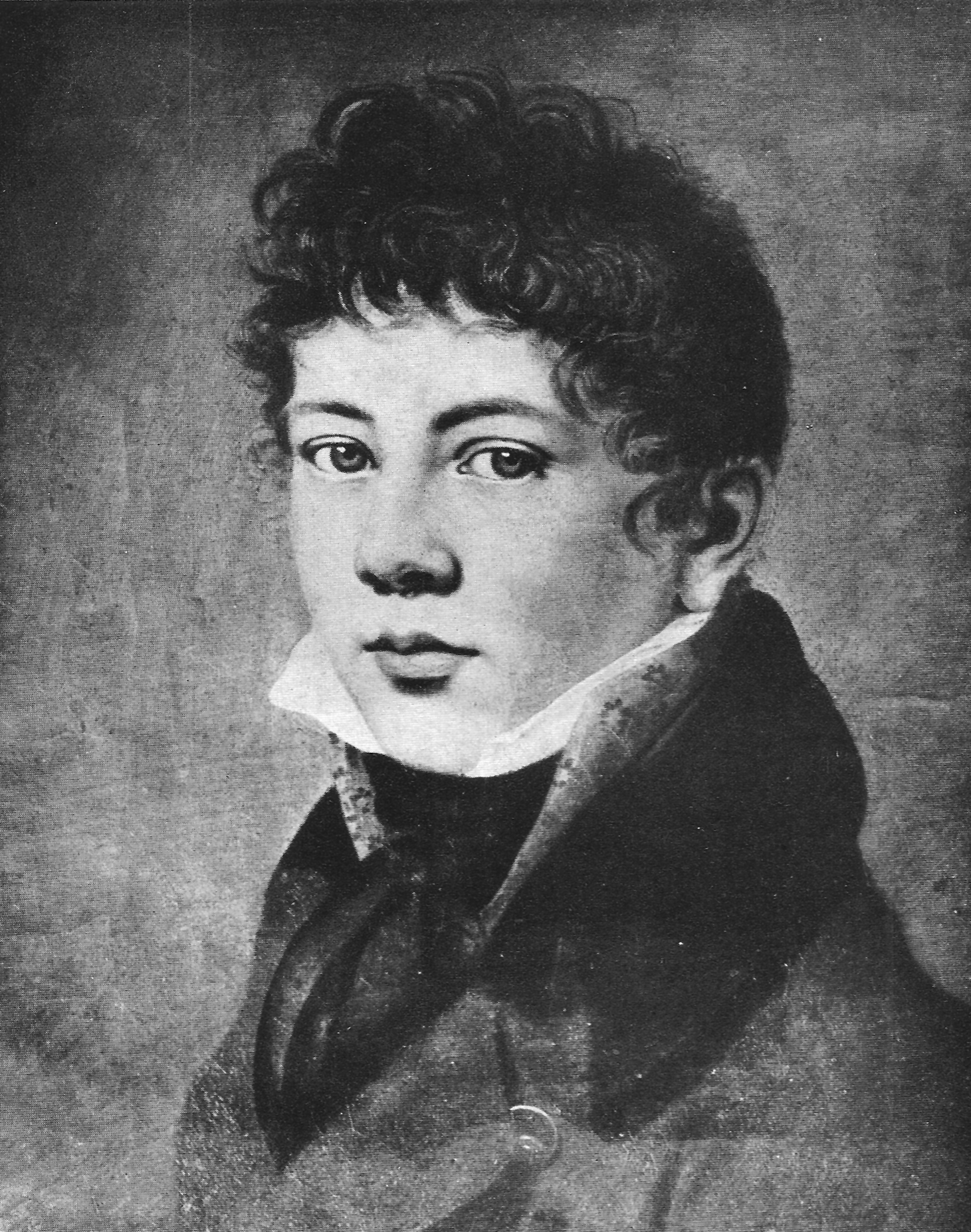
Karl Schiller als Knabe auf einem Ölbildnis von C. Brand, um 1808

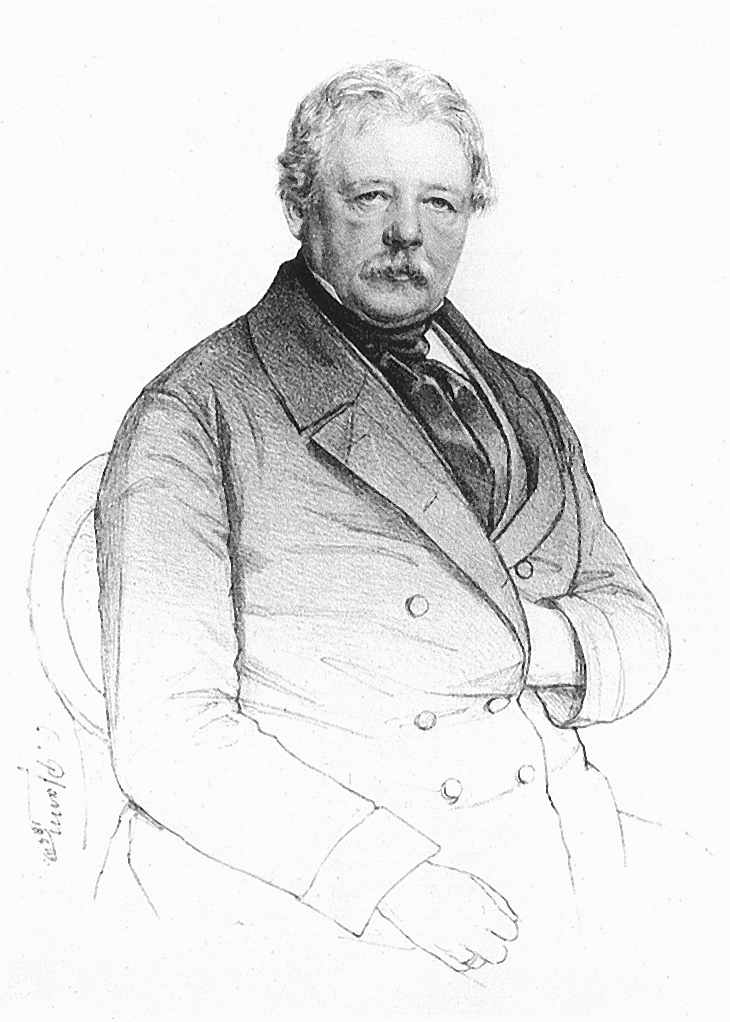
Karl von Schiller auf einer Lithographie von Christian Pfann, 1854

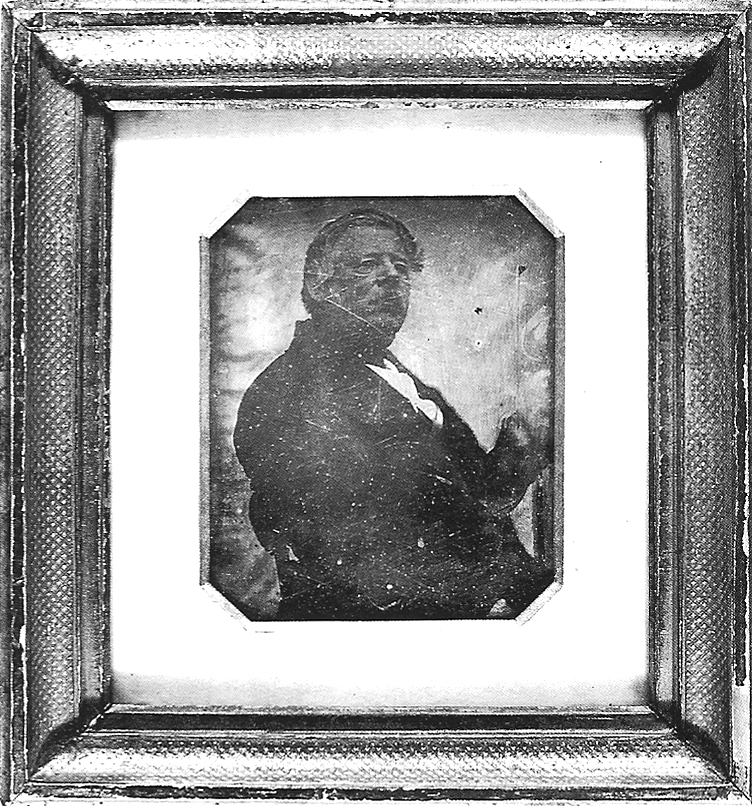
Karl von Schiller auf einer Daguerreotypie von Carl Dihm, 1845

Karl Friedrich Ludwig Schiller, ab 1802 von Schiller; ab 1845 Freiherr von Schiller (* 14. September 1793 in Ludwigsburg; † 21. Juni 1857 in Stuttgart) war ein württembergischer Forstmann. Er war der älteste Sohn von Friedrich Schiller.

## Leben
Karl Schiller wurde nur sechs Tage nach dem 8. September geboren, dem Tag, an dem sein Vater mit seiner Frau Charlotte nach elfjährigem Exil erstmals wieder den Boden des Herzogtums Württemberg betreten hatte. Der schwerkranke Herzog Carl Eugen von Württemberg hatte seinem Vater zuvor öffentlich zugesichert, dass er ihm keine Unannehmlichkeiten bereiten werde. Die Eltern hielten sich zum Zeitpunkt der Geburt bei dem Hofmedikus von Hoven auf, einem Jugendfreund Friedrich Schillers. Bei der Taufe am 23. September waren seine Paten u. a. die regierende Herzogin von Weimar, Freiherr Wolfgang Heribert von Dalberg, die Großmutter Louise von Lengefeld und von Hoven.
Karl Schiller war elf Jahre alt, als sein Vater starb. Er studierte mit der Unterstützung dessen Verlegers Johann Friedrich Cotta an den Hochschulen in Heidelberg und Jena Forstwissenschaft und absolvierte dann den praktischen Teil der Ausbildung im Thüringer Wald. 1814 nahm er als königlich-preußischer Offizier an den Kämpfen gegen die Franzosen teil. Anschließend beendete er das Studium. In Weimar wurde er in die Freimaurerloge Anna Amalia zu den 3 Rosen aufgenommen. Da sich im Weimarschen Lande keine Stellung finden ließ, wandte sich Karl Schiller an den König von Württemberg, Wilhelm I., der ihn im April 1817 wissen ließ, dass er gerne bereit sei, „die Verdienste eines Mannes, auf den sein Land stolz sein dürfe, in seinem Sohne zu ehren“. So kam Karl Schiller nach Württemberg zurück und blieb hier bis zum Ende seines Lebens.
Sein erster Arbeitsort war Burg Reichenberg oberhalb von Oppenweiler bei Backnang. In dieser Zeit lernte er Luise Locher, eine Tochter des Gaildorfer Oberamtsarztes kennen. 1825 heiratete er dort die 21-Jährige. Seine späteren Arbeitsstätten waren Altshausen und Rottweil. Am 8. Mai 1839 nahm er in Stuttgart an der Enthüllung des Denkmals zu Ehren seines Vaters teil. Sein 12-jähriger Sohn Friedrich Schiller zog die rosafarbene Hülle vom erzenen Standbild herunter.
In den Jahren 1841–1850 arbeitete Karl Schiller als königlicher Forstmeister (d. h. Oberförster) in Lorch. In Anerkennung seiner Verdienste erhob ihn König Wilhelm I. am 16. Februar 1845 in den Freiherrenstand. Seine letzte berufliche Station war bis 1852 Neuenstadt. Die letzten fünf Lebensjahre verbrachte er im Ruhestand in Stuttgart. Er wurde auf dem Fangelsbachfriedhof bestattet.
Karl Schiller war Förster mit ganzer Seele. Er zeichnete sich durch eine stattliche Figur sowie durch einen fröhlichen Sinn und tiefes Gemüt aus. In seiner Art und Redensweise war er schlicht, aufrichtig und jovial.

## Ehe und Nachkommen
Karl von Schiller heiratete in Gaildorf am 12. Februar 1825 Luise Friederike Locher (* 1804), Tochter des Oberamtsarztes Locher aus Gaildorf. Aus der Ehe ging ein Sohn hervor:
- Friedrich Ludwig Ernst von Schiller (* 28. Dezember 1826; † 8. Mai 1875), Berufsoffizier in österreichischen Diensten, zuletzt im Rang eines Majors. Er heiratete 1856 in Stuttgart Mathilde von Alberti, Tochter des Festungskommandanten vom Hohenasperg. Aus der Ehe ging ein Sohn hervor, der jedoch im Säuglingsalter starb.[4] Mit Friedrich Ludwig Ernst ist das Adelsgeschlecht von Schiller nach nur drei Generationen erloschen.[5]

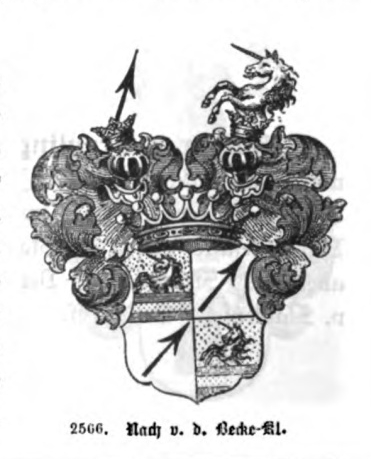
Freiherrliches Wappen der Familie von Schiller